# Scotinotylus formicarius
Scotinotylus formicarius là một loài nhện trong họ Linyphiidae.
Loài này thuộc chi Scotinotylus. Scotinotylus formicarius được miêu tả năm 1972 bởi Charles Denton Dondale & Redner.